# Zuzana Ponicanova
Zuzana Ponicanova (* 1971 in Nitra) ist eine slowakische Textildesignerin, Kunstlehrerin und Unternehmerin.

## Leben und Werk
Zuzana Ponicanova besuchte von 1985 bis 1989 die Fachklasse für Textilgestaltung an der Kunstgewerbeschule in Bratislava. Anschließend studierte sie bis 1992 in der Kunstklasse an der Akademie der Bildenden Künste in Bratislava. 1992 erhielt sie ein eidgenössisches Kunststipendium und übersiedelte nach Zürich. Dort studierte sie bis 1995 Textildesign an der Schule für Gestaltung. Danach absolvierte sie bis ein 2000 ein Nachdiplomstudium an der Hochschule für Gestaltung und Kunst in Zürich, Studienfach Theorie der Gestaltung und Kunst. Im gleichen Jahr gründete sie zusammen mit Patricia Collenberg das Label Collenberg/Ponicanova. 
Neben dem eigenen Label entwirft Ponicanova  Kostüme für Theaterproduktionen von Tim Zulauf und Tanzstücke von Anna Huber. Von 1998 bis 2007 arbeitete Ponicanova als Freelancerin für Schweizer Firmen im Bereich Raumtextilien, so für Boller Winkler, Eskimo und Christian Fischbacher in Zusammenarbeit mit Patricia Collenberg.
Zuzana Ponicanova arbeitet seit 1997 mit Yves Netzhammer zusammen. Sie gründete verschiedene Labels und erhielt 2004 den Schweizer Designerpreis in der Kategorie Modedesign für das Label Collenberg/Ponicanova. Ponicanova ist seit 2016 Stiftungsratsmitglied der F+F Schule und seit 2018 Externes Fachjurymitglied für Diplomabschlüsse der Modeklasse der F+F Schule für Kunst und Design Zürich.